# Пономарёв, Леонид Ипполитович
Леони́д Ипполи́тович Пономарёв (23 января 1885, Уфа, Российская империя — 21 октября 1962, Москва) — российский и советский учёный, филолог, кандидат филологических наук, профессор, специалист по истории древнерусской литературы и литературы XVIII века, музеевед и архивист, педагог.

## Биография
Окончил Уфимскую гимназию. С 1902 по 1907 год обучался на историко-филологическом факультете Казанского университета.
С 1909 по 1918 год преподавал на Высших женских курсах в Казани. Читал курсы и вёл практические занятия по разным отделам истории русской литературы и фольклору (русский фольклор, литература первой трети XIX века, писатели-народники, история русского театра, история русской литературы).
С 1911 по 1918 год приват-доцент и доцент Казанского университета. С 1918 по 1920 год — профессор Иркутского университета. После публикации ряда печатных работ, вышедших в свет ещё до революции, в 1920 году был назначен профессором Казанского университета по кафедре русской литературы; работал в этой должности по 1921 год.
C 1921 по 1925 год профессор, проректор и ректор Петроградского педагогического института им. Н. А. Некрасова, присоединённого впоследствии к ЛГПИ им. А. И. Герцена.
С 1925 по 1932 год профессор, заместитель декана, декан педагогического факультета 2-го МГУ, а также заместитель директора пединститута в Москве.
Сыграл большую роль в развитии Государственного исторического музея и Музея А. С. Пушкина. С 1924 года помощник директора ГИМ по научной части, с 1925 по 1926 и с 1936 по 1937 год директор ГИМ.
С 1926 года заместитель председателя правления музея. С 1929 года заведующий филиалом ГИМ «Собор Василия Блаженного» С 1928 по 1938 год заведующий отделом и заместитель директора ГИМ. Принимал участие в организации Всесоюзной Пушкинской юбилейной выставки, был заместителем директора этой выставки.
После преобразования выставки в Музей в 1938 году назначен заведующим отделом Музея Пушкина, а в 1939 году — директором Музея Пушкина. Одновременно продолжал научно-архивную работу, изучая рукописные фонды Исторического музея и подготавливая к изданию тексты Гоголя и Тургенева.
В 1940—1944 годах исполнял обязанности директора ИМЛИ им. А. М. Горького. Будучи председателем на заседании Ученого совета Института, представил 4-ю часть романа «Тихий Дон» Шолохова на соискание Сталинской премии в области художественной литературы.
С 1940 по 1961 год директор Музея А. М. Горького в Москве.
Умер 21 октября 1962 года. Урна с прахом захоронена в колумбарии на Донском кладбище.

## Список печатных работ
- Об определении литературы. Ученые записки. Каз. ун-тет., 1911.
- Державин и Ломоносов, Известия Каз. Общ. археол. и истории 1915.
- К литературной истории древне-русских сборников «3латая цепь», «Ученые записки», Каз.ун-т,1916—1917.
- Русский былевой эпос. Литография, курс лекций, 1920.
- Рукописи И. С. Тургенева в архиве исторического музея, Лг. 1934.
- Неизданное письмо Н. В. Гоголя. «Гоголь. Материалы и исследования», Изв. АН СССР, 1936.
- Ремесла и промыслы XII—XVIII в. (Редакция), Труды Исторического музея т. VII, М. 1937 г.
- Архив А. М. Горького, т. III. (редакция), одобрено к печати. 1950.22.03.

## Награды
- Орден Ленина — 1953, Президиум Верховного совета СССР, за выслугу лет в области науки и безупречную работу.
- Орден Трудового Красного Знамени — 10 июня 1945, Президиум Верховного совета СССР, за успехи в развитии науки.
- Медаль «За доблестный труд в Великой Отечественной войне 1941—1945 гг.» — 1946, Президиум Верховного совета СССР, за активный труд в Великой Отечественной войне.
- Медаль «В память 800-летия Москвы» — 1948, Президиум Верховного совета СССР, за руководство, организацию и научную работу в Институте в течение ряда лет войны, эвакуации и послевоенной пятилетки.